# Severinkirche (Hademarschen)

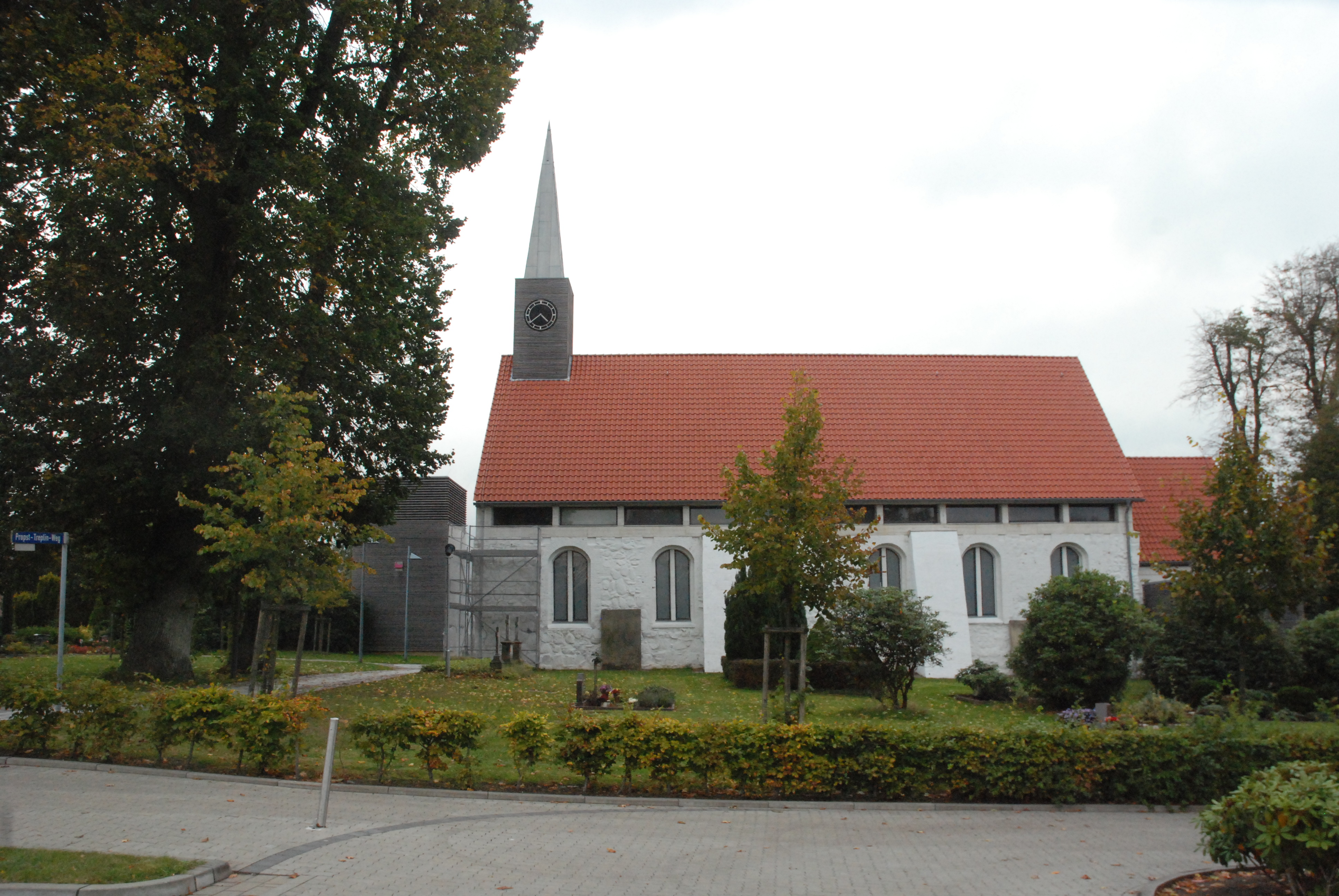
Neubau der Severinkirche (Hademarschen)

Die St.-Severin-Kirche in Hademarschen ist eine evangelisch-lutherische Kirche. Die mittelalterliche Feldsteinkirche brannte in der Nacht zum 27. Dezember 2003 bis auf die Grundmauern nieder und wurde dabei völlig zerstört. Der Neubau wurde 2007 eingeweiht.

## Geschichte
Die St.-Severin-Kirche hatte zwei Vorgängerbauten. Pfostenlöcher unter der späteren Kirche lassen auf die Existenz einer 4,5 × 7 m großen aus Holz errichteten Kapelle aus der Zeit vor 1000 schließen. Auf diesen Holzbau folgte eine steinerne Kapelle, auf deren Fundamente später der Chor als ältester Teil der Kirche errichtet wurde.
1317 wurde das Kirchspiel erstmals urkundlich erwähnt. Zu diesem Zeitpunkt bestand bereits die romanische Feldsteinkirche, die möglicherweise wie zahlreiche andere Kirchen in der Grafschaft Holstein von Adolf IV. als Dank für den Sieg über die Dänen in der Schlacht bei Bornhöved (1227) gestiftet worden war.
Angesichts der Bedrohung ständiger Einfälle der Dithmarscher, und weil bei plötzlichen Angriffen auf den Ort die Burg Hanrowe als Zufluchtsort zu weit von Hademarschen entfernt war, wurde die Kirche von vornherein als Wehrkirche mit massiven Mauern und kleinen Fenstern ausgelegt. Sie bestand aus einem flachgedeckten Kirchenschiff mit Feldsteinmauern, einem eingezogenen Chor und einer kleinen halbkreisförmigen Apsis. Aufgrund dieser Bauform ist sie den Vicelinkirchen zuzurechnen. Eine aus schweren Steinen aufgeschichtete Mauer um den gesamten Kirchhof herum, von der noch heute Reste vorhanden sind, bildete eine erste Verteidigungslinie. Zu Beginn des 14. Jahrhunderts brannte die Kirche bei einem Einfall der Dithmarscher weitgehend nieder und wurde neu aufgebaut. Dabei erhielt sie einen Rundturm, der bei einer Verlängerung der Kirche nach Westen im 16. Jahrhundert abgebrochen und durch einen hölzernen Glockenstapel neben der Kirche ersetzt wurde. In den Überresten dieses Turms wurde das Grab eines dreijährigen Kindes gefunden.
Ab 1525 war der jeweilige Besitzer der Burg Hanrowe bzw. des Guts Hanerau Kirchenpatron. Seit etwa 1600 besaß die Kirche eine Orgel, deren Renovierung 1671 vom Gutsherrn Paul von Klingenberg veranlasst wurde. 1724 wurde ein neuer Altaraufsatz gestiftet, bei dem Schnitzfiguren der Apostel Petrus und Jakobus ein Gemälde rahmten, das die Kreuzigung Jesu darstellte. Gekrönt wurde der Altar von einer Figur des Auferstandenen. Das Retabel war ein Werk von Albert Hinrich Burmeister (1683–1760) aus Wesselburen, der auch das Retabel für die St.-Secundus-Kirche in Hennstedt schuf.
1748 wurde die Kirche durch Landesbaumeister Johann Georg Schott (* 1690) in Heide nach dem Geschmack der Aufklärung barock umgestaltet. Schott hatte bereits 1726 die St. Martinskirche in Tellingstedt umgebaut und die 1731 abgebrannte St. Bartholomäus-Kirche in Wesselburen wieder aufgebaut. Die Kirche erhielt ein repräsentatives Westportal. Das neue Walmdach überdeckte alle Anbauten. Es wurde von einem mittig aufgesetzten Dachreiter gekrönt, in dem die Glocke hing. Als Baumaterial diente u. a. das Holz des abgerissenen Glockenstapels. An der Südwand wurden sechs große Fenster eingelassen, während an der Nordwand die romanischen Fenster erhalten blieben. Außerdem wurde eine Empore eingezogen. Der bei dieser Renovierung entfernte Chorbogen wurde 1904 rekonstruiert. Die Turmuhr trug zwar das Datum 1823, war aber schon 1780 vom dänischen König Christian VII. als dem damaligen Besitzer des Gutes Hanerau geschenkt worden.
Am 20. April 1876 zerstörte ein Blitzschlag das Dach und die Fenster der Kirche. 1892 wurde die Orgel durch einen Neubau ersetzt.
Die Kirche war 1963/64 zuletzt maßgeblich renoviert worden, dabei wurde der Chorbogen erweitert. Der 1724 gestiftete Altaraufsatz wurde durch einen einfachen Tischaltar ersetzt. Die Holzfiguren wurden in der Kirche aufgestellt. 2001 war noch ein neues gestiftetes Bleiglas-Kirchenfenster gemäß eines Entwurfes von Martin Marcus Vollert eingebaut worden, welches gemeinsam mit den zwei anderen, über hundert Jahre alten Bleiglas-Fenstern in der großen Hitze des Brandes 2003 zerstört wurde.

### Brand
In der Nacht zum 27. Dezember 2003 brannte die Kirche nieder. Untersuchungen ergaben, dass der Brand in dem kurz vorher erneuerten Sicherungskasten entstanden war. Die alte, mit schönen Verzierungen versehene Bronzeglocke, 1780 vom Glockengießermeister Beseler in Rendsburg gegossen, die den Hademarschern mehr als 200 Jahre lang zur Andacht, allen Taufen, Hochzeiten und Beerdigungen, aber auch in Kriegszeiten geläutet hatte, hing, von weit her gespenstisch anzusehen, noch für eine Weile rotglühend im Turm, bis die gesamte hölzerne Dachkonstruktion kollabierte und alles andere mit sich in das lodernde Feuer riss. 
Bei den anschließenden Aufräumarbeiten führte das archäologische Institut der Christian-Albrechts-Universität Kiel unter der zerstörten Feldsteinkirche Untersuchungen durch und fand dabei auch die Reste einer Holzkirche, die vor dem Jahr 1000 erbaut worden sein dürfte.

### Verlorene Ausstattung
Neben alten Gemälden, adeligen Wappen, geschnitzten Gestühlswangen von 1584, die erst bei der Renovierung 1963/64 wiederaufgefunden worden waren, schöner Holztäfelung an der Emporenbrüstung, Gedenktafeln für die Gefallenen des Ortes, dem Tauftisch von 1883, den Figuren vom Barockretabel und vielem anderen Kirchengerät, darunter drei Kruzifixen und schweren gotischen Bronzeleuchtern, ging auch die Turmuhr in den Flammen auf. Erhalten blieben Teile des 1964 abgebauten und im Pastorat gelagerten Barockretabels. Diese Reste werden im „Kirchenzimmer“ im örtlichen Heimatmuseum gezeigt.
Ein besonders schwerer Verlust war die Holzkanzel von 1618, ein Werk des Holzschnitzers Hans Peper in Rendsburg, von dem auch der Lettner im Meldorfer Dom (1603) und die Kanzel (1621) und mehrere Epitaphien in der Rendsburger Marienkirche stammen. Nach einer alten Aufzeichnung war es „die schönste Kanzel in der weiteren Umgebung“. Sie trug die folgende Inschrift in Hochdeutsch: „Godt und Königlicher Majestät zu Ehren ist diese Canzel durch Befürdrung des gestrengen Edlen Ernstfesten Baltzer von Alefelt, Königlicher Rat Amtmann auf Rensburg, und der Ernstfeste Manhafte Marquart Rantzow Vorwalter zu Hanrow gesetzet.“ Auch der geschnitzte Türrahmen von 1618, früher Aufgang zur Kanzel, später Eingang zur Sakristei, ging verloren.

## Neubau
Beim Wiederaufbau konnten die aus großen Findlingen bestehenden Grundmauern wieder verwendet werden; man erhöhte diese jedoch durch eine zweiseitige Fenstergalerie beträchtlich und erhielt somit, auch durch einen zusätzlich erhöhten Dachfirst, einen deutlich höheren Innenraum. Zudem wurde ein kleiner spitzer Turm als Dachreiter gesetzt, mit neuer Turmuhr, der, wenn auch viel moderner, an das Gesamtbild der alten abgebrannten Kirche erinnern soll. Neben der Kirche wurde ein separater Glockenturm errichtet. 2007 wurde die neue Hademarscher Kirche eingeweiht.
Bereits 2008 zeigten sich erste Mauerrisse, die zu Bedenken hinsichtlich der Bausicherheit führten. Im September 2013 wurde die Kirche daher ganz geschlossen und das Hauptportal zugemauert. Gottesdienste der Kirchengemeinde finden seitdem in der 1962 erbauten St. Johanneskirche im benachbarten Ort Gokels statt. 2014 wurde festgestellt, dass ein falsch verwendeter Mörtel zu der Rissbildung geführt hatte. Die Kirchengemeinde prozessierte seitdem gegen die für den Neubau Verantwortlichen. Unterstützt wird sie vom 2014 gegründeten Kirchenbauverein Hanerau-Hademarschen. Nachdem die Kirchengemeinde 2018 den Prozess gewann, fanden Notsicherungsmaßnahmen statt. Seitdem ist die Kirche nicht wieder für den gottesdienstlichen Gebrauch freigegeben. Im Winter 2024/25 begann eine neue Sanierung, bei der die Kirchenmauern abgetragen und neu aufgebaut werden sollen. Die Fertigstellung ist für 2026 geplant.

## Kirchengemeinde
Die Kirchengemeinde gehört zum Kirchenkreis Rendsburg-Eckernförde innerhalb der Nordkirche. Neben Hanerau-Hademarschen besteht sie aus den Kommunalgemeinden Beldorf, Bendorf, Bornholt, Gokels, Oldenbüttel, Steenfeld, Tackesdorf-Süd und Thaden. Die Kirchengemeinde hat sich 2019 mit den Kirchengemeinden Aukrug, Hohenwestedt, Nortorf, Schenefeld, Todenbüttel und Wacken zur Südregion im Kirchenkreis Rendsburg-Eckernförde zusammengeschlossen, zu deren sieben Gemeinden dreizehn Pastorinnen und Pastoren sowie vierzehn Kirchen und Kapellen gehören.

## Prediger
Die seit 1560 namentlich festgehaltenen 18 Pastoren der Hademarscher Kirche dienten zumeist langjährig. Viermal folgten Vater und Sohn aufeinander. Sieben Pastoren waren jeweils zwischen 36 und 48 Jahre im Amt, darunter Hans Hinrich Vent von 1779 bis 1814 und als Nachfolger dessen Sohn Hans Lorenz Andreas Vent von 1815 bis 1863 sowie Propst August Wilhelm Martin Treplin von 1872 bis 1917, dem sein Sohn Hans Wilhelm Treplin folgte, der bis 1955 tätig war.